# Łobez

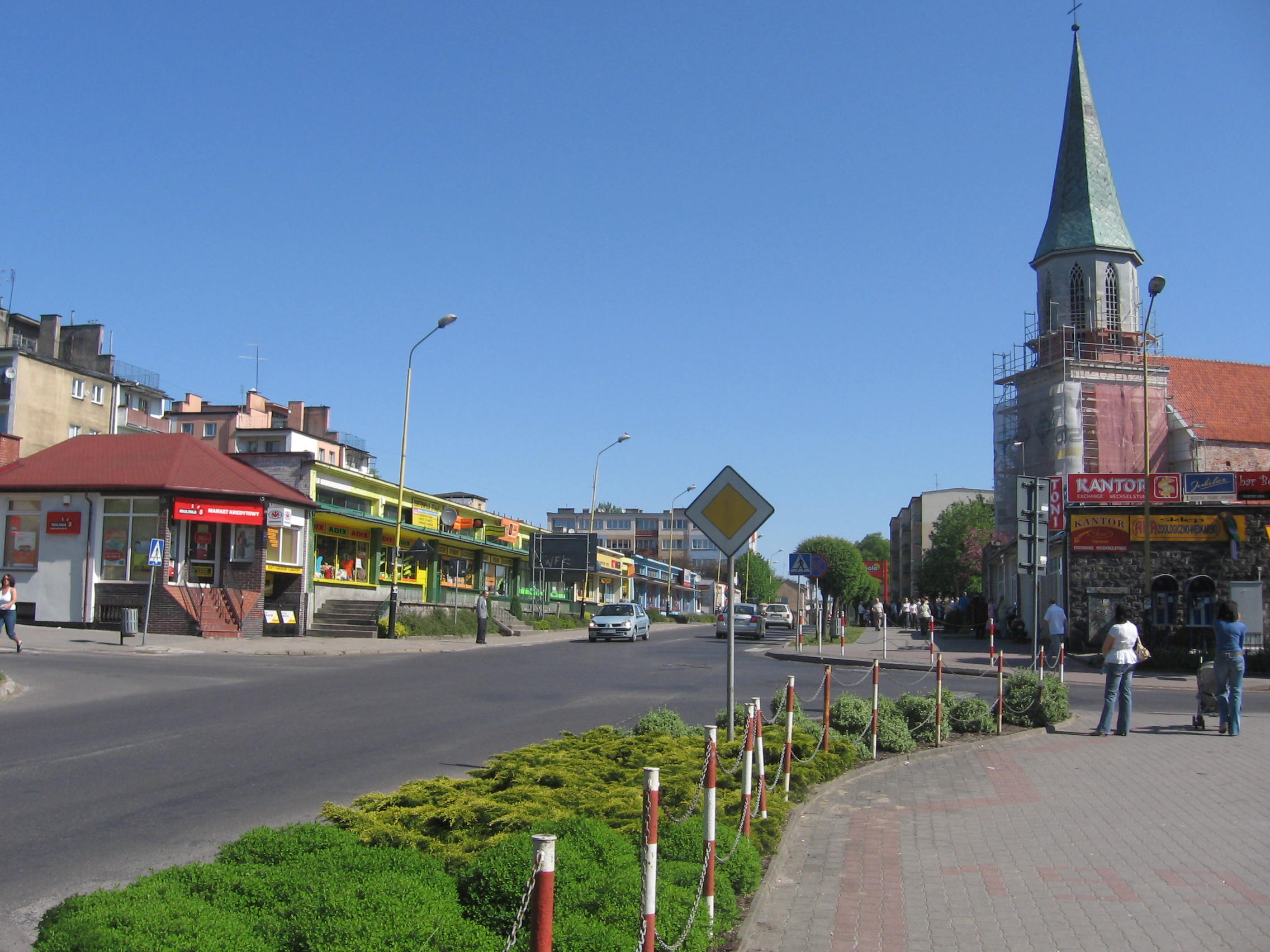
Iglesia de Łobez.

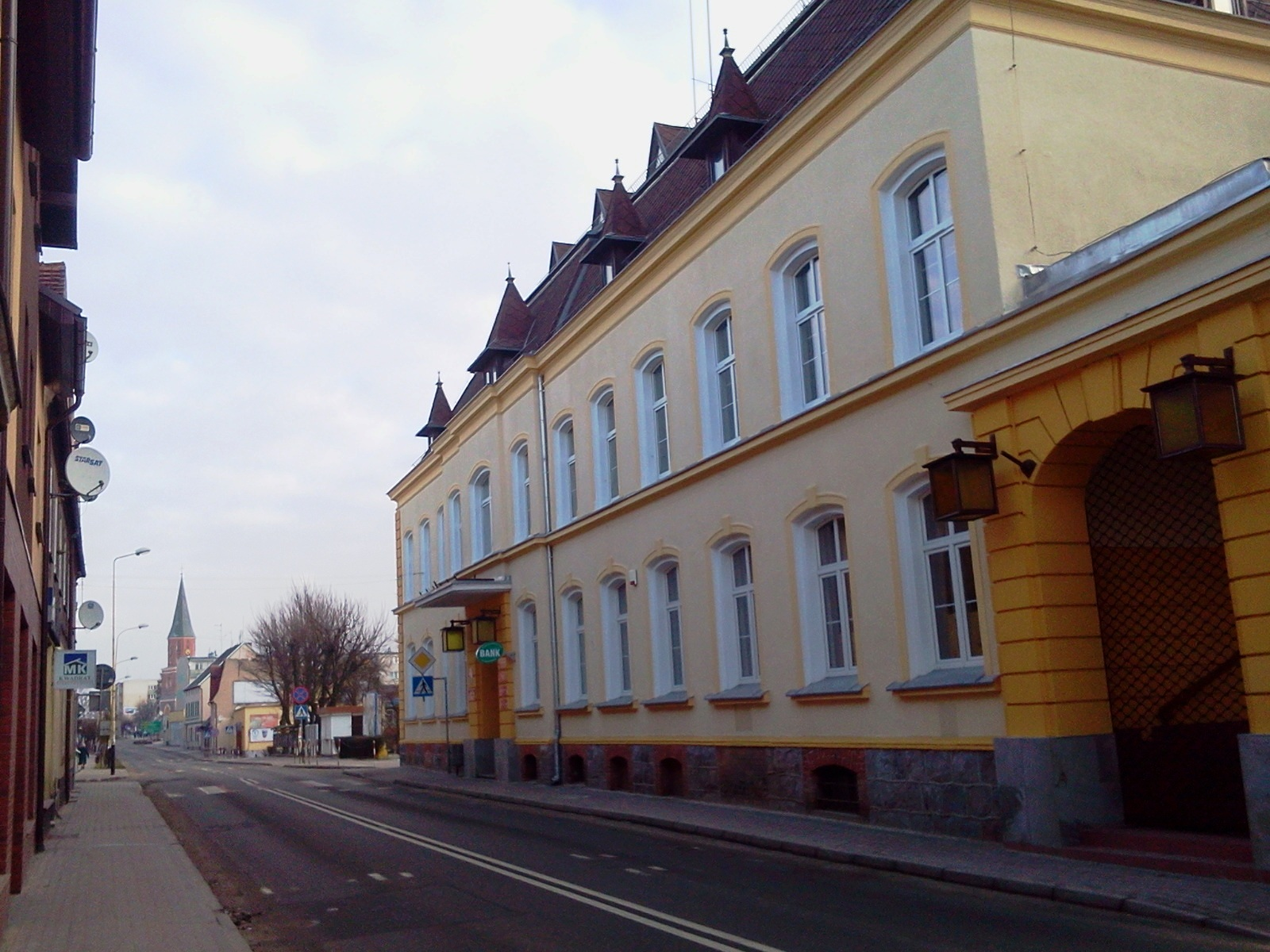
Ayuntamiento de Łobez

Łobez (pronunciación: ['wɔbes]; en alemán: Labes) es una ciudad de Polonia, Voivodato de Pomerania Occidental y la sede del distrito de Łobez y el municipio de Łobez. Según el censo de 2019 la ciudad tiene una población total de 10 066 habitantes. Se sitúa a orillas del río Rega. Los derechos de ciudad los adquirió en 1275.

## Situación
Łobez está situada en la parte central de Pomerania Occidental en la Meseta de Łobez (en polaco Wysoczyzna Łobeska), a orillas del río Rega. Está a unos 70 km de la costa del Mar Báltico, y a 90 km de la capital del voivodato, Szczecin.
Según los datos del 1 de enero de 2009, la superficie de la ciudad es de 11,75 km².

### Clima
Łobez está situada en una zona de clima templado atlántico-continental con una prevalencia clara de la influencia marítima. Según la Clasificación del Clima de Köppena-Geiger este clima ha sido clasificado como Cfb. En esta zona la temperatura media es de ,3 °C (7,5 °C). Las precipitaciones anuales vacilan aquí entre 526 mm (650-720 mm). El periodo vegetativo que comienza a principios de abril dura aquí 210-220 días y el número de los días con nieve es de media de 57,6 días. La temperatura durante el periodo vegetativo es de 12,4 °C y desde V hasta VII es de 14,9 °C, mientras que en este periodo las horas de sol a lo largo del día son de más de 7 horas. En Łobez prevalecen los vientos occidentales.

## Símbolos de Łobez

### Escudo de Łobez
El escudo de Łobez es una imagen de un lobo con corona que fue tomado de la Casa de Borcke, antiguos dueños de Łobez, Resko y Węgorzyno que tenían en su escudo dos lobos rojos en un fondo rojo.

## Monumentos

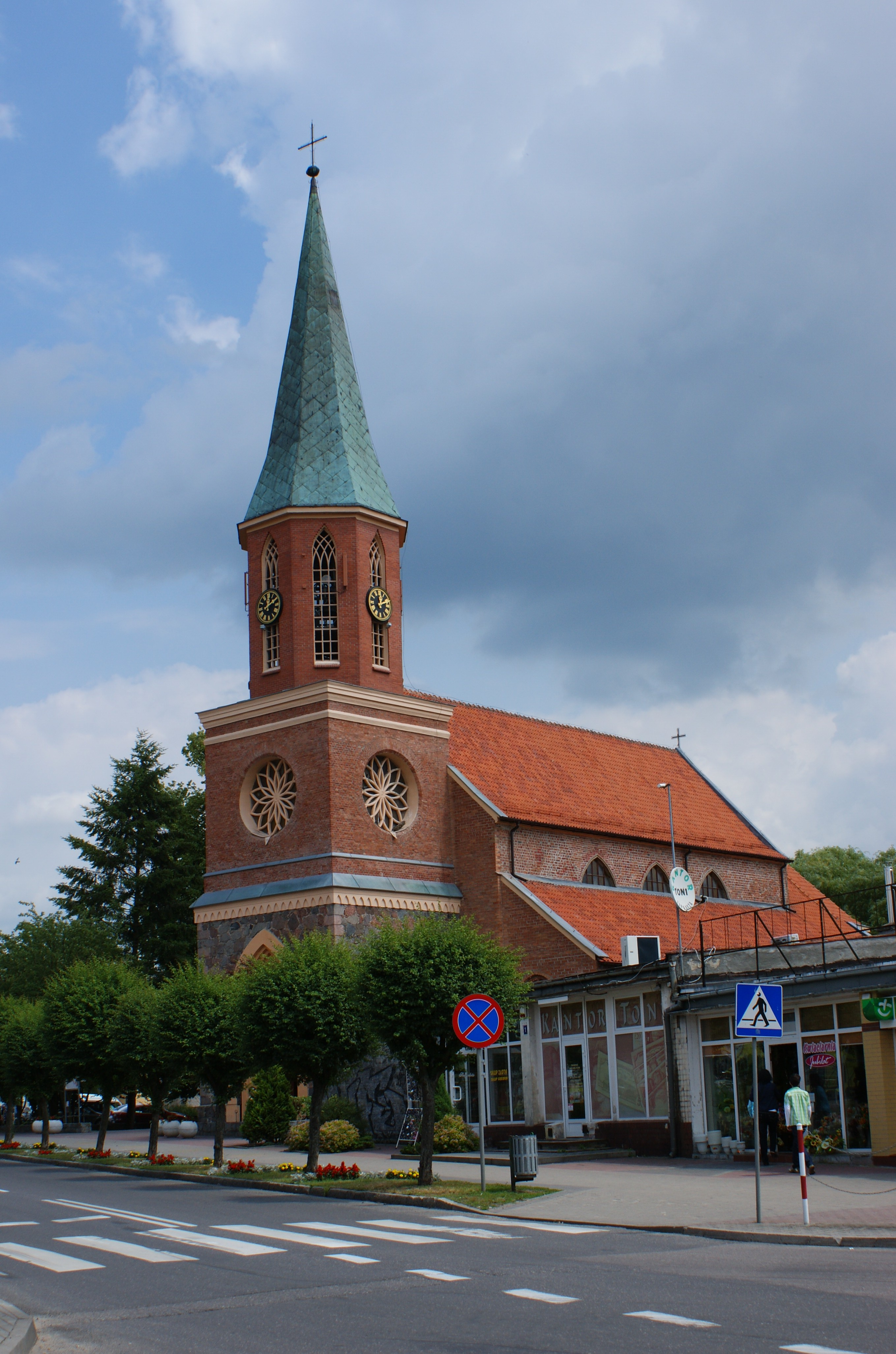
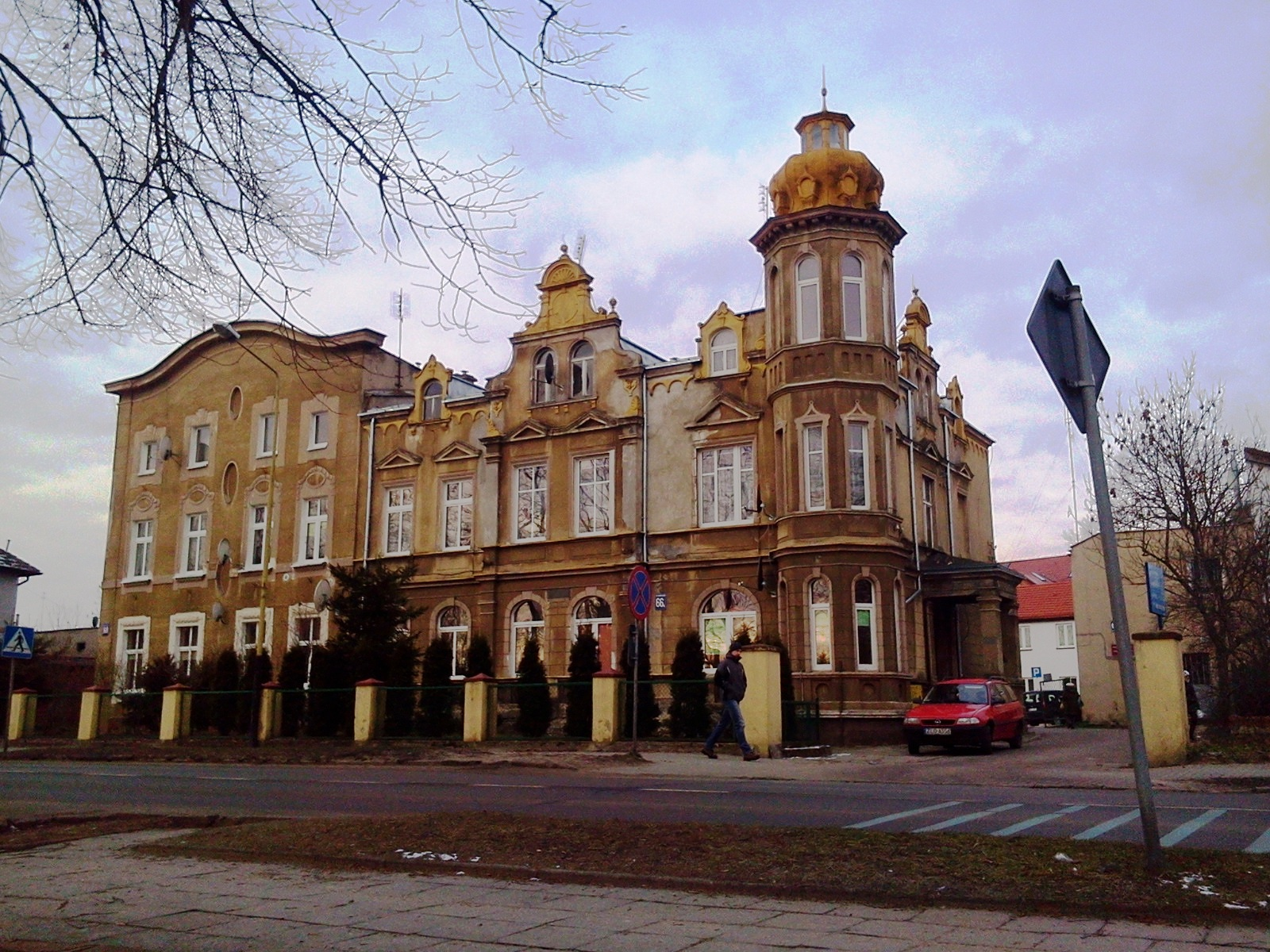
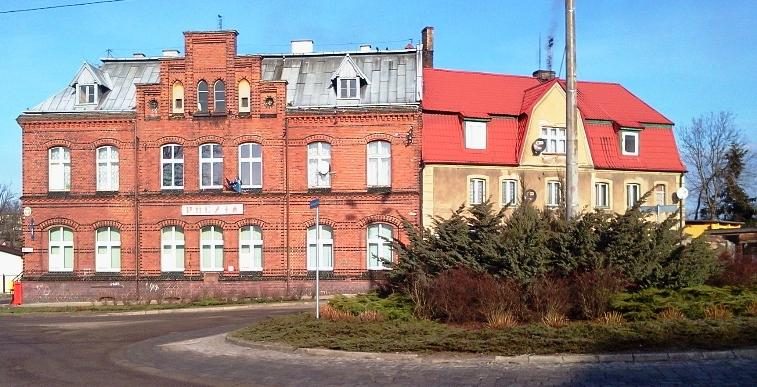
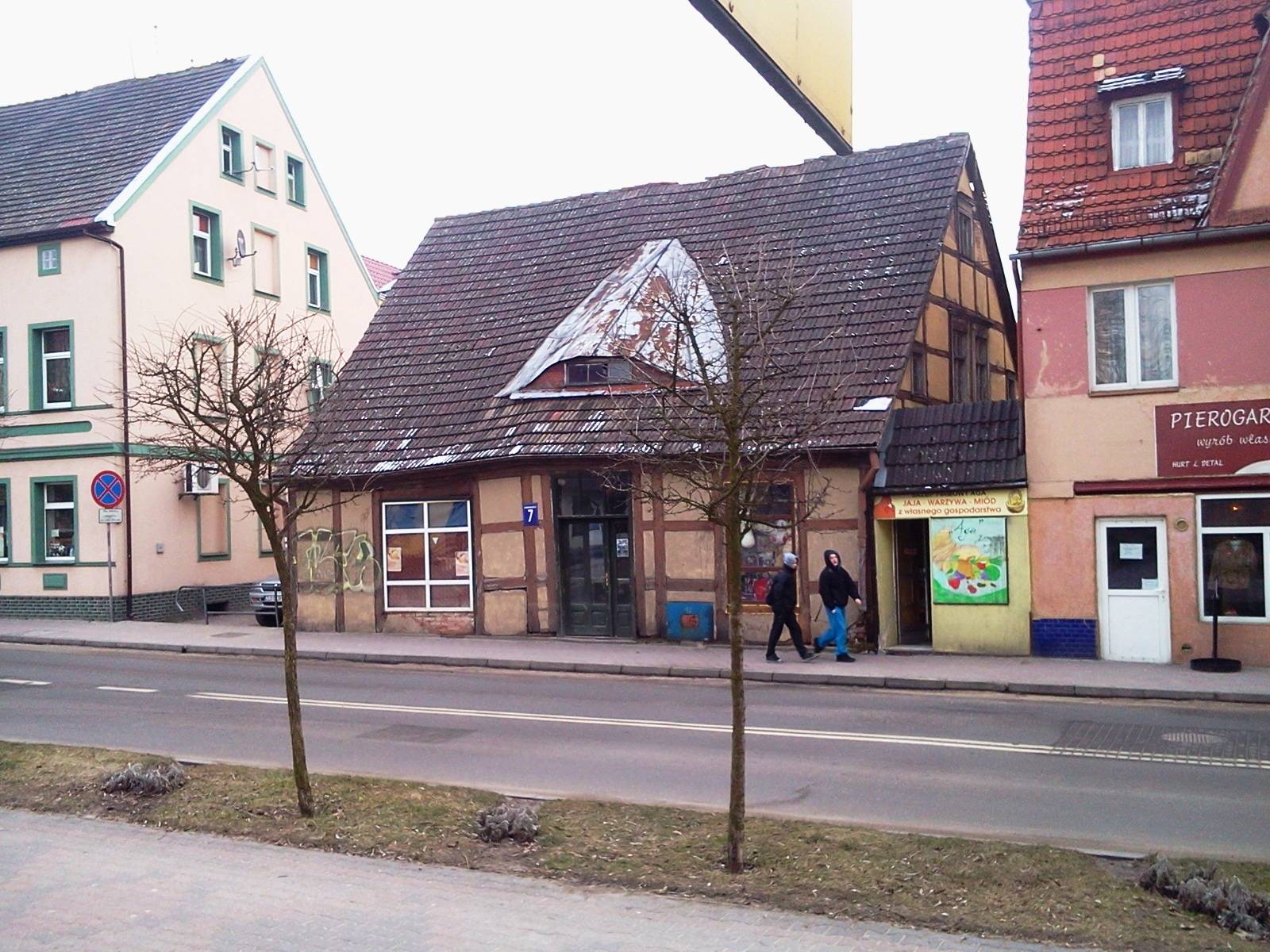
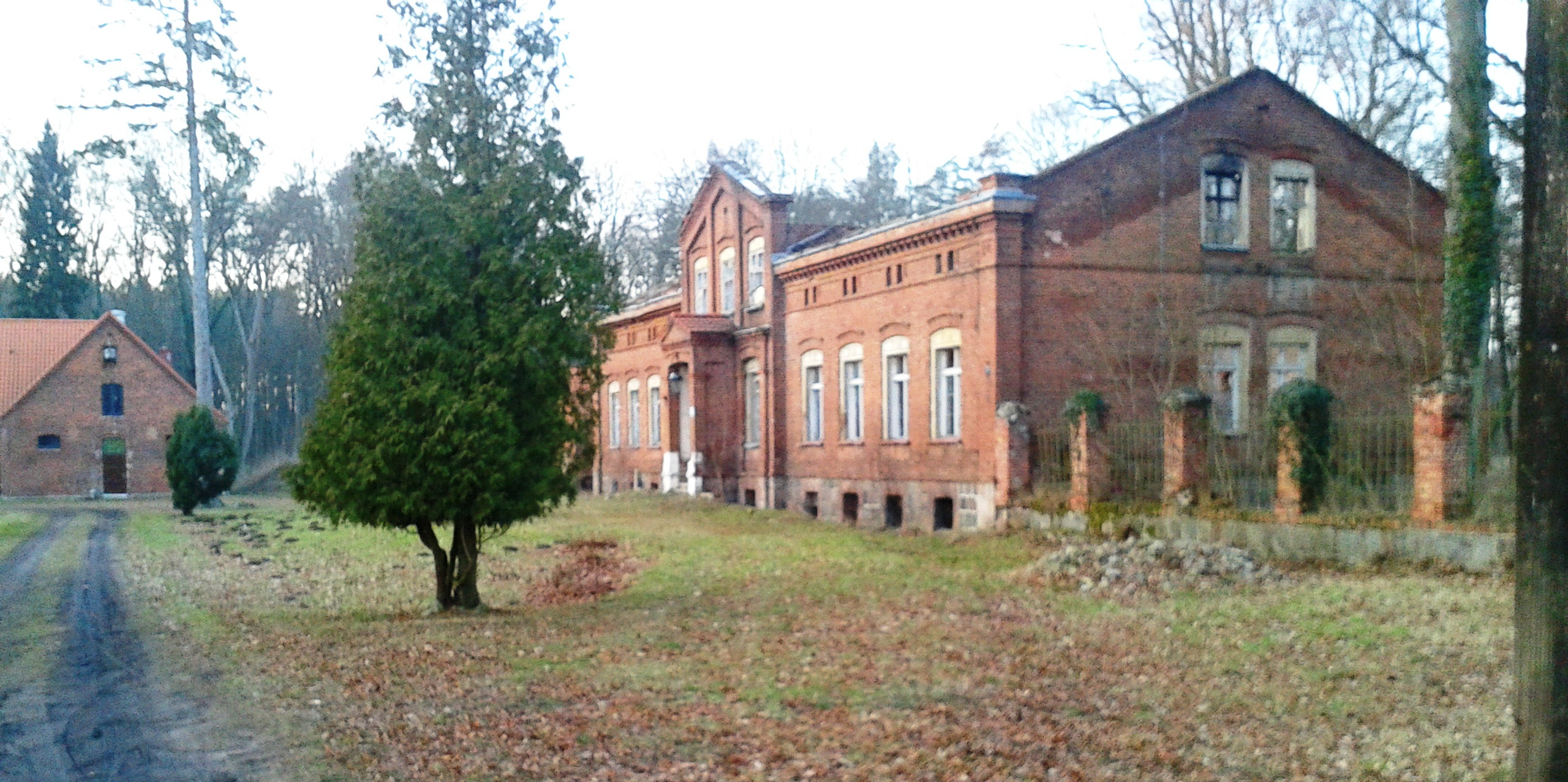

## Alcaldes
| 1632 – Carsten Beleke           |  | 1809 – Johann Georg Falck                                            |
| 1670 – Bernd Bublich            |  | 1823–1840 – Johann Friedrich Rosenow                                 |
| 1700 – Paul Belecke             |  | 1842–1844 – Adolf Ludwig Ritter (privremeno)                         |
| 1702 – Theele                   |  | 1844–1845 – Albert Wilhelm Rizky                                     |
| 1723 – F. C. Hackebeck          |  | 1846–1852 – Heinich Ludwig Gotthilf Hasenjäger                       |
| 1734 – F. W. Weinholz           |  | prije 1859. Hasenjaeger                                              |
| 1736 – Schulze                  |  | 1852–1864 – Carl Albert Alexander Schüz                              |
| 1732 – Hackenberken             |  | 1921 – Willi Kieckbusch                                              |
| 1745 – M. C. Frize              |  | 1945 – Hackelberg, Teofil Fiutowski, Stefan Nowak, Feliks Mielczarek |
| 1746 – Johann Friedrich Thym    |  | 1946 – Władysław Śmiełowski                                          |
| 1752 – Johann Gottsried Severin |  | 1948 – Tadeusz Klimski                                               |
| 1753? – J. F. von Flige         |  | 1949 – Ignacy Łepkowski                                              |
| 1757 – Johann Friedrich Thym    |  | 1972-1990 - Zbigniew Con                                             |
| 1757 – Heller                   |  | 1990–94 - Marek Romejko                                              |
| 1767 – Gottlieb Timm            |  | 1994–1998 - Jan Szafran                                              |
| 1775 – Johann Gottfried Severin |  | 1998–2002 - Halina Szymańska                                         |
| 1790 – Jahncke                  |  | 2002–2006 - Marek Romejko                                            |
| 1805 – Heinrich (?) Falck       |  | 2006–2014 - Ryszard Sola                                             |
| 1806 – Zuther (drugi dan 1712)  |  | 2014 - Piotr Ćwikła                                                  |
| 1806 – Nemitz                   |  |                                                                      |

## Clima
| Mes                | I  | II | III | IV | V  | VI | VII | VIII | IX | X  | XI | XII | Año |
| ------------------ | -- | -- | --- | -- | -- | -- | --- | ---- | -- | -- | -- | --- | --- |
| T max [°C]         | 0  | 2  | 7   | 14 | 18 | 22 | 24  | 23   | 19 | 13 | 7  | 2   | 8   |
| T min [°C]         | -6 | -5 | -1  | 3  | 8  | 11 | 13  | 12   | 9  | 5  | 1  | -3  |     |
| Precipitación [mm] | 28 | 24 | 27  | 35 | 53 | 63 | 76  | 64   | 46 | 37 | 38 | 36  | 526 |